# Mesure sigma-finie
Soit (X, Σ, μ) un espace mesuré. On dit que la mesure μ est σ-finie lorsqu'il existe un recouvrement dénombrable de X par des sous-ensembles de mesure finie, c'est-à-dire lorsqu'il existe une suite (En)n∈ℕ d'éléments de la tribu Σ, tous de mesure finie, avec

## Exemples
- Mesure finie
- Mesure de comptage sur un ensemble dénombrable
- Mesure de Lebesgue. En effet, l'ensemble des intervalles {\displaystyle [k,k+1)} pour tous les nombres entiers {\displaystyle k\in \mathbb {Z} } est un recouvrement dénombrable de {\displaystyle \mathbb {R} }, et chacun des intervalles est de mesure 1.

- Plus généralement, mesure de Haar sur un groupe localement compact σ-compact

## Propriétés
- En remplaçant En par Fn = E0 ∪ … ∪ En, on obtient une suite vérifiant les mêmes propriétés et qui de plus est croissante pour l'inclusion, donc μ(X) = lim μ(Fn).
- En remplaçant Fn par Gn = Fn\Fn – 1, on obtient une suite vérifiant les mêmes hypothèses que (En)n∈ℕ et qui de plus est constituée de parties disjointes deux à deux, donc μ(X) = ∑n∈ℕ μ(Gn).
- Si Y est un élément de Σ, la restriction de μ à Y est encore σ-finie.

## Usages
- Théorème d'extension de Carathéodory
- Unicité d'une mesure produit
- Théorème de Fubini
- Théorème d'Egoroff
- Cas extrémal de l'inégalité de Hölder
- Théorème de Radon-Nikodym-Lebesgue
- Lien entre mesure complétée et mesure extérieure